# Platymantis
Platymantis és un gènere de granotes de la família Ranidae.

## Taxonomia
- Platymantis acrochorda (Brown, 1965)
- Platymantis aculeodactyla (Brown, 1952)
- Platymantis adiastola (Brown i cols., 2006)
- Platymantis admiraltiensis (Richards, Mack & Austin, 2007)
- Platymantis akarithyma (Brown & Tyler, 1968)
- Platymantis banahao (Brown, Alcala, Diesmos & Alcala, 1997)
- Platymantis batantae (Zweifel, 1969)
- Platymantis bimaculata (Günther, 1999)
- Platymantis boulengeri (Boettger, 1892)
- Platymantis browni (Allison & Kraus, 2001)
- Platymantis cagayanensis (Brown, Alcala & Diesmos, 1999)
- Platymantis cheesmanae (Parker, 1940)
- Platymantis cornuta (Taylor, 1922)
- Platymantis corrugata (Duméril, 1853)
- Platymantis cryptotis (Günther, 1999)
- Platymantis diesmosi (Brown & Gonzalez, 2007)
- Platymantis dorsalis (Duméril, 1853)
- Platymantis gilliardi (Zweifel, 1960)
- Platymantis guentheri (Boulenger, 1882)
- Platymantis guppyi (Boulenger, 1884)
- Platymantis hazelae (Taylor, 1920)
- Platymantis indeprensus (Brown, Alcala & Diesmos, 1999)
- Platymantis insulata (Brown & Alcala, 1970)
- Platymantis isarog (Brown, Brown, Alcala & Frost, 1997)
- Platymantis latro (Richards, Mack & Austin, 2007)
- Platymantis lawtoni (Brown & Alcala, 1974)
- Platymantis levigata (Brown & Alcala, 1974)
- Platymantis luzonensis (Brown, Alcala, Diesmos & Alcala, 1997)
- Platymantis macrops (Brown, 1965)
- Platymantis macrosceles (Zweifel, 1975)
- Platymantis magna (Brown & Menzies, 1979)
- Platymantis meyeri (Günther, 1873)
- Platymantis mimica (Brown & Tyler, 1968)
- Platymantis mimula (Brown, Alcala & Diesmos, 1997)
- Platymantis montana (Taylor, 1922)
- Platymantis myersi (Brown, 1949)
- Platymantis nakanaiorum 2006)
- Platymantis naomiae (Alcala, Brown & Diesmos, 1998)
- Platymantis neckeri (Brown & Myers, 1949)
- Platymantis negrosensis (Brown, Alcala, Diesmos & Alcala, 1997)
- Platymantis nexipus (Zweifel, 1975)
- Platymantis paengi (Siler i cols., 2007)
- Platymantis panayensis (Brown, Brown & Alcala, 1997)
- Platymantis papuensis (Meyer, 1875)
- Platymantis parkeri (Brown, 1965)
- Platymantis pelewensis (Peters, 1867)
- Platymantis polillensis (Taylor, 1922)
- Platymantis pseudodorsalis (Brown, Alcala & Diesmos, 1999)
- Platymantis punctata (Peters & Doria, 1878)
- Platymantis pygmaea (Alcala, Brown & Diesmos, 1998)
- Platymantis rabori (Brown, Alcala, Diesmos & Alcala, 1997)
- Platymantis rhipiphalca (Brown & Tyler, 1968)
- Platymantis schmidti (Brown & Tyler, 1968)
- Platymantis sierramandrensis (Brown, Alcala, Ong & Diesmos, 1999)
- Platymantis solomonis (Boulenger, 1884)
- Platymantis spelaea (Brown & Alcala, 1982)
- Platymantis subterrestris (Taylor, 1922)
- Platymantis taylori (Brown, Alcala & Diesmos, 1999)
- Platymantis vitiana (Duméril, 1853)
- Platymantis vitiensis (Girard, 1853)
- Platymantis weberi (Schmidt, 1932)
- Platymantis wuenscheorum (Guenther, 2006)